# هاميش ماكي
هاميش ماكي (بالإنجليزية: Hamish Mackie)‏ هو نحات بريطاني، ولد في أكتوبر 1973.